# 縱向捲軸遊戲
纵向卷轴电子游戏或垂直卷轴电子游戏（简称纵向卷轴、垂直卷轴）是玩家以自上而下视角查看游戏区，同时其背景在屏幕自上而下（亦罕有从下而上）滚动，营造玩家角色在游戏世界移动之视觉效果的电子游戏。和横向卷轴电子游戏类似，纵向卷轴可能使用视差滚动实现更逼真的运动仿真。
人们使用持续纵向卷轴的设计来表现飞行等稳定前行。此类游戏中，游戏给定了前进速度，玩家必须对变化的环境有快速反应。
纵向卷轴常见于动作游戏的子类型清版射击游戏（shoot 'em up）。它有时还用于2D图形竞速游戏。
纵向卷轴是1970年代中期突然出现的电子游戏类型。第一款纵向卷轴游戏可能是雅达利为电子游乐场开发的竞速游戏《Hi-way》（1975）。《Hi-way》还是雅达利第一款驾驶舱式街機框架的街机游戏。
动视的雅达利2600游戏《运河大战》（1982）帮助确立了“纵向射击”子类型。《运河大战》继承自另外两款动视开发雅达利2600游戏：《Sky Jinks》（1982）和《Skiing》（1980）。
在1980年代早期，攀爬游戏构成了亚子类型。在此类游戏中，玩家角色会攀爬山、树、塔（比如摩天楼）。如《Alpiner》（1982）、《疯狂爬梯工》（1982）、《蜘蛛侠》（1982）。《Alpiner》还因使用语音合成而引人注目。